# John Considine (strzelec)
John Arthur Considine (ur. 10 marca 1889 w Chicago, zm. 21 sierpnia 1960) – amerykański strzelec, medalista mistrzostw świata.
W latach 1909–1913 kształcił się w West Point, po ukończeniu której dostał się jako podporucznik (second lieutenant) do 6 Pułku Kawalerii US Army. Powołano go do reprezentacji Stanów Zjednoczonych na mistrzostwa świata w 1921 roku, jednak bez zdobyczy medalowych. Był wtedy majorem w amerykańskiej kawalerii. Na początku lat 20. wykładał na wydziale historii i języka angielskiego w West Point (w tym czasie superintendentem uczelni był Douglas MacArthur). W 1923 roku był dowódcą 26 Pułku Kawalerii, zaś w latach 1940–1942 dowódcą 6 Pułku Kawalerii (jako podpułkownik). W międzyczasie był generałem brygady w wojsku gwatemalskim (1930–1935). Podczas II wojny światowej walczył na Pacyfiku. Zmarł w 1960 roku, posiadając amerykański stopień generała brygady.
Considine raz zdobył medal mistrzostw świata. Na zawodach rozegranych w 1922 roku uplasował się na trzecim miejscu w pistolecie dowolnym z 50 m drużynowo (skład zespołu: Irving Calkins, John Considine, Karl Frederick, Alfred Lane, Paul Raymond).

## Medale mistrzostw świata
Opracowano na podstawie materiałów źródłowych:
| Mistrzostwa   | Konkurencja                       | Wynik             | Miejsce |
| ------------- | --------------------------------- | ----------------- | ------- |
| Mediolan 1922 | Pistolet dowolny, 50 m, drużynowo | 2461 pkt. (druż.) |         |